# James Bond (ornithologue)
Pour les articles homonymes, voir James Bond (homonymie) et Bond.
James Bond (né le 4 janvier 1900 à Philadelphie (Pennsylvanie) et mort le 14 février 1989 dans la même ville) est un ornithologue américain, qui a notamment donné son nom au héros de Ian Fleming.

## Biographie
Né à Philadelphie, James Bond passe son enfance dans la propriété de son père à Gwynedd Valley en Pennsylvanie. Bond y apprend l’amour de la nature et collectionne des papillons. Il commence à étudier à St Paul’s School à Concord dans le New Hampshire. La mort de sa mère, en 1914, alors que son père était installé en Grande-Bretagne, oblige Bond à continuer ses études à la Harrow School puis, à partir de 1919, à l’université de Cambridge, au Trinity College. Il étudie l'histoire et l’économie politique et obtient son baccalauréat ès arts en juin 1922.
James Bond revient à Philadelphie où il travaille trois ans dans une vieille compagnie de la ville. En 1925, son ami Rodolphe Meyer de Schauensee (1901-1984) et lui empruntent pour monter une expédition de six mois dans l’embouchure de l’Amazonie afin d'y récolter des animaux vivants ou naturalisés destinés à être revendus à l’Académie des sciences naturelles. C’est le début de sa collaboration avec cette institution, il y devient conservateur de la section ornithologique, qui durera jusqu’en 1974. C'est un expert de l'avifaune des Caraïbes qu’il commence à explorer en 1926. Il mène une vie aventureuse et est initié à l’histoire naturelle par le botaniste suédois Erik Leonard Ekman (1883-1931) qu’il rencontre à Haïti en 1928.
Il est l'auteur de l'ouvrage A Field Guide to the Birds of the West Indies publié pour la première fois en 1936 et sans cesse réédité depuis (onze fois jusqu’en 1993). Il reçoit de nombreux honneurs comme la médaille Musgrave de l’institut de Jamaïque en 1953, la médaille Brewster de l’American Ornithological Society en 1954 et la médaille Leidy de l’Académie de Philadelphie en 1975. Il se marie en 1953 avec Mary Fanning Wickham.
En 1953, Ian Fleming, qui était un ornithologiste passionné et qui utilisait le livre de Bond, décide d'utiliser son nom, car il lui semblait parfaitement convenir pour baptiser son héros (sans son autorisation cependant ; en échange, Fleming offrit à Bond d'utiliser son nom comme bon lui semble). Celui-ci lit d'ailleurs l'ouvrage de référence A Field Guide to the Birds of the West Indies dans une scène du film Octopussy (1983), ainsi que, plus récemment, dans Meurs un autre jour (2002). La femme de James Bond, Mary, organisa une rencontre en 1964 entre les deux hommes dans la propriété de Ian Fleming, GoldenEye.
Une légende raconte que depuis la montée en succès du personnage de fiction, James Bond avait pris l'habitude de se présenter de la même manière que l'espion iconique : « My name is Bond. James Bond ».
Il meurt au Chestnut Hill Hospital de Philadelphie à l'âge de 89 ans.

## Ouvrage
- James Bond, A Field Guide to the Birds of the West Indies, Houghton Mifflin, 1999  (ISBN 0618002103)